# سارا بورول
 سارا بورول (انگلیسی: Sarah Borwell؛ زادهٔ ۲۰ اوت ۱۹۷۹) یک تنیس‌باز اهل بریتانیا است.